# Џијуџицу
Џијуџицу - џуџуцу, џуџицу, јавара итд. (јап. 柔術, нежан начин, нежна наука или наука попуста) је јапанска борилачка вештина и обухвата у првом реду борбу без оружја (ударање, рвање) а у даљем коришћењy хладног оружја. У ранија времена користили су је јапански ратници - самураји када би изгубили оружје. Убраја се у најстарије јапанске борилачке вештине и за једну од најпоштованије, а раније био је познат под називом јавара. Данас џијуџицу припада класичним јапанским борилачким вештинама/спортовима као што су џудо, карате, аикидо, кендо.
По борбеном принципу џијуџицу не користи сирову снагу него гледа да уз одређену технику окрене противничку енергију напада у своју корист, слично принцип у џудоу и аикиду. Обухвата борбу у стојећем положају и на земљи, ударце, хватове, технике привођења, бацања, полуге, гушења, одбрану и употребу хладног оружја попут ножева и штапова. Из џијуџицуа су произашли џудо, аикидо, бразилски џијуџицу, а утицао је на разне борилачке вештине као што су самбо, карате, крав мага, нинџуцу и друге.

### Џијуџицу-стилови
- Аики џијуџицу

Настао 1185-1336 (Камакура периода), оснивач Шинра Сабуро Јошимицу, развијено из даито рју џијуџицу и претеча аикиду
- Даито рју џијуџицу

наглашава технике бацања и полуге, изворни систем аикида
- Кодокан џијуџицу (џудо)

Настао првенствено из теншин шинју рју џијуџицуа и кито рју џијуџицуа
- Гошин-џицу (кодокан гошин џијуџицу)

Настао око 1930, оснивач Тацу Танака, развијено као допуњење џудоу уз додатак техника ударања на осетљиве тачке тела; данас се због нереалних самоодбрамбених техника не вежба, од гошин-џицуа остала је једино гошин-џицу-но-ката из 1958, коју џудоке полажу на испиту
- Араки рју џијуџицу

Настао око 1750, оснивач Араки Мујинсај Минамото но Хиденава, наглашава рвање и разна оружја
- Ва џицу

Стил феудалног џијуџицуа
- Јавара џијуџицу

Најстарија јапанска борбена вештина и претеча античким јапанским џијуџицу, помиње се у 11. веку у манускрипту „којаку моногатари“ (старе и нове приче Јапана), наглашава притисак на осетљиве тачке тела
- Јагју шинган рју џијуџицу

Настао око 1660, оснивач самурај Ушу Такеваки
- Јоримото рју џијуџицу

Оснивач Минамото Но Јоримото (1147-1199), античка јапанска џијуџицу-школа
- Јошин рју џијуџицу

Оснивач Акијама Широбеј, наглашава ударце рукама и ногама, стил феудалног џијуџицуа
- Какуто џијуџицу

Ранија јапанска метода двобоја, под утицају кинеског чао-ти-шу
- Катори рју џијуџицу
- Кито рју џијуџицу

Настао око 1640, оснивачи Терада, Функуно и Ибараки, наглашава технике бацања, претеча џуду
- Коден рју џијуџицу

Настао у 7. веку, јапанска двобојна борба корејског порекла
- Когусоко џијуџицу

Стил феудалног џијуџицуа, технике за хватање и хапшење; помиње се писмено око 1711 и 1716 од Шигетака Хитака у његовој књизи о војним вештинама Јапана
- Коши-мавари џијуџицу

Јапанско рвање античког доба
- Кошо рју џијуџицу

Вежба се у појединим школама у Јапану
- Куми-учи џијуџицу

Средњовековно војно рвање у оклопу, важи за могућег претечу џијуџицуа
- Хако рју џијуџицу

Настао 1930-1941, оснивач Окујама Рјуо, наглашава технике бацања у стајању и у клечању, данас се вежба у појединим школама у Јапану
- Таке (но) учи рју џијуџицу
- Теншин-шинјо јавара

Оснивач Терада, школа и стил јаваре, претеча џудоу
- Тенџин шинјо рју џијуџицу

Оснивач Исо Матаемон (познат исто као Масатари Јанаги), наглашава технике бацања и полуге
- Тори те џијуџицу

Заостарела форма ранојапанског двобоја без оружја из едо-периоде
- Хонтај јошин рју џијуџицу

Настао у 17. веку, оснивач Такаги Ориемон Сигетоши, наглашава рвање и разна оружја
- Хотеј џијуџицу

Ранија јапанска метода двобоја, под утицају кинеског по-тинг-шу
- Хоџо џијуџицу

Вештина да се противник веже односно уз пологе онемогући
- Џикишин рју џијуџицу

Претеча данашњем џудоу
- Шинто рју џијуџицу

Настао око 1660, оснивачи Фукуно, Масакацу Хичироуемон
- Шинто јошин рју џијуџицу
- Шира учи џијуџицу

Стил феудалног џијуџицуа
- Шо шо рју џијуџицу

Један од најстаријих класичних јапанских џијуџицу-стилова
- Шубаку џијуџицу

Стил феудалног џијуџицуа
- Гаџин џијуџицу

Јапански назив за џијуџицу странаца
- Нихон џијуџицу

Јапански назив за традиционални џијуџицу као ограничење према џијуџицу странаца